# Hemigrammus ocellifer
Hemigrammus ocellifer — південноамериканська прісноводна риба, також описана синонімами Hemibrycon ocellifer і Tetragonopterus ocellifer. Загальні назви включають рибу-маяка, тетру-маяка, тетра передніх і задніх ліхтарів і тетра передніх і задніх ліхтарів. Вона зустрічається в річках Гаяни, Сурінаму, Французької Гвіани та басейну Амазонки Бразилії та Перу.
Більшість екземплярів, які пропонуються для продажу в торгівлі водними видами спорту, вирощені в акваріумі.
Її максимальний розмір становить 5 сантиметрів (2,0 дюйм); статі відрізняються тим, що зрілі самки мають більш повне тіло.

## Догляд
Зразки, вирощені в неволі, акліматизуються до різних умов води: рН має бути 6-8; dH до 18°; і температура 72 до 79 °F (22 до 26 °C).
Відповідний вид для рослинних громадських акваріумів, тетри-маяки слід тримати косяками по шість або більше і мати плаваючі рослини для розсіювання будь-якого яскравого освітлення. Повинні бути доступні схованки та відкриті зони для плавання, і слід звернути увагу на те, щоб колір цієї риби був найкращим, коли вона міститься в акваріумах із темним субстратом і фоном.

## Годування
Beacon tetra приймає пластівці, мікрогранули та заморожені продукти, такі як личинки комарів, артемії та дафнії.

## Розведення
Яйцекладний вид, Hemigrammus ocellifer відносно легко розводити. Слід створити окремий невеликий акваріум для розведення рослин з м'якою, злегка кислою водою, а температуру встановити на найвищому рівні. Коли ранкове сонячне світло потрапляє на резервуар, має початися нерест, і може бути відкладено від 200 до 1000 ікринок. Батьків слід видалити відразу після припинення нересту, а ікра вилупиться через 24 години.